# Paraphanius
Paraphanius ist eine Zahnkärpflingsgattung, die in den Stromgebieten von Euphrat und Tigris, des Orontes, in Küstenflüssen der Levante und im Einzugsgebiet des Jordans und des Toten Meeres vorkommt. Die Gattung wurde erst 2020 eingeführt, vorher gehörten die Arten zu Aphanius.

## Merkmale
Wie bei Aphanius und Aphaniops handelt es sich bei den Paraphanius-Arten um kleine Fische mit gedrungener Gestalt. Äußerlich können vor allem die geschlechtsreifen Männchen in Brutstimmung gut voneinander unterschieden werden. Die Paraphanius-Männchen sind fast schwarz, dunkelblau-schwarz bis dunkelbraun mit schillernden blau-weißen bis silbrigen Flecken, die auf dem Körper unregelmäßig und auf den Flossen als gekrümmte, regelmäßige Linien angeordnet sind. Im Unterschied zu den Männchen von Aphaniops fehlen den Männchen von Paraphanius die senkrechten Streifen auf dem Körper und die breiten schwarzen Streifen auf der Schwanzflosse. Die Rückenflosse der Paraphanius-Arten wird von 9 bis 14 Flossenstrahlen gestützt, bei Aphaniops sind es nur 8 bis 9. Die Interhyale, eine Struktur im Mundboden der Fische, ist bei Paraphanius knorpelig, bei Aphanius und Aphaniops verknöchert. Die Urohyale, eine Sehnenverknöcherung am Hyoid, ist bei Paraphanius in Falten der Branchiostegalmembranen eingebettet, bei Aphanius und Aphaniops ist sie nicht eingebettet. Der Unterkiefer von Paraphanius weist leicht nach oben. Das Neuromastenmuster auf der Kopfoberseite ist deutlich ausgeprägt, bei Aphanius und Aphaniops dagegen weniger entwickelt. Die Epurale, ein länglicher, freistehender Knochen im Schwanzflossenskelett, ist dünn, bei Aphanius und Aphaniops dagegen dick und gut entwickelt. Die Otolithen von Paraphanius besitzen eine gerade verlaufende Furche, die Furchen auf den Otolithen von Aphaniops sind am Ende gebogen.

## Arten
Es gibt sieben Arten:
- Paraphanius alexandri (Akşiray, 1948)
- Paraphanius boulengeri (Akşiray, 1948)
- Orientkärpfling (Paraphanius mento (Heckel, 1843))
- Paraphanius mentoides (Akşiray 1948)
- Paraphanius orontis (Akşiray 1948)
- Paraphanius similis (Akşiray 1948)
- Paraphanius striptus (Goren, 1974)